# Minka Korenčan
Minka Korenčan, slovenska pesnica, * 12. september 1920, Ljubljana, * 23. februar 2009, Ljubljana.

## Življenjepis
Rodila se je kot najmlajši otrok v številni družini. Po poklicu bila zavarovalniška uslužbenka, vzporedno pa je študirala violino in solistično petje. Po končanem študiju se je nameravala posvetiti glasbi, vendar je leta 1945 zbolela. Avgusta 1945 je pri kirurškem zdravljenju ščitnice prišlo do obsežnih in nepopravljivih ohromitev v grlu, zaradi česar je izgubila glas. Kasneje se je sicer naučila govoriti, vendar se je morala ogibati osebnim stikom in družabnemu življenju. Pesniti je začela šele pri dvainpetdesetih letih, pesmi pa je od vsega začetka objavljala v raznih slovenskih revijah in časopisih: v Ognjišču, Novi mladiki, Znamenju, Sodobnosti, Celovškem zvonu, Tretjem dnevu, Prijatelju in Srečanjih. Njene pesmi so brali tudi v literarnih nokturnih ljubljanskega radia. Prvo pesniško zbirko z naslovom Pesmi  je izdala leta 1988 pri Mohorjevi družbi v Celovcu. 